# Slaget vid Lier (1814)
Slaget vid Lier under fälttåget mot Norge ägde rum den 2 augusti 1814. Slaget utkämpades vid gården Lier, söder om Kongsvinger, i östra Norge mellan en svensk kår under befäl av överste Carl Pontus Gahn och en norsk styrka under befäl av överstelöjtnant Andreas Samuel Krebs. Angreppet på Lier var resultatlöst och följdes av en norsk motoffensiv där svenskarnas återtåg utsattes för flera angrepp som slutade med ett blodigt slag vid Skotterud.

## Slagets bakgrund
Försvaret av Kongsvinger fästning med omnejd leddes av överstelöjtnant Krebs. Under vintern 1813-14 hölls trots krigstillstånd flera festligheter mellan norska och svenska officerare, delvis för att försöka inhämta kunskaper om varandras militära hemligheter. Speciellt en löjtnant Bay förlagd på Magnor ska på Krebs inrådan ha agerat dubbelagent och gett svenskarna falska råd om hur Kongsvinger borde angripas. Den 19 maj svor Kongsvingers styrkor ny kungaed till Kung Christian Frederik. I juli var Norges södra armé fulltalig med totalt 22.000 man, varav 2.500 stod under Krebs. Den svenska hären bestod av ca. 45.000 man, varav ca. 2200-2400 man disponerades av Gahn vid Eda skans.
27 juli mottog Gahn ett brev från fältmarskalk von Essen som beordrade honom att överskrida gränsen "utan att blottställa sig för mycket" och hota Kongsvinger för att på så sätt tvinga norrmännen att överföra trupper från andra områden till Kongsvingers försvar. Gahn fick också order om att sprida ut falska rykten för att än mer försvåra Norges försvar under det svenska huvudangreppet genom Bohuslän.
På eftermiddagen 31 juli lämnade Gahn Eda och gick in i Norge längs huvudvägen med ca 2.000 man och 8 kanoner, provianterade för tre dagar och följda av en lätt tross. Mindre styrkor gick över gränsen västerut vid Krokfoss, och österut vid Utgardsjøen. Vid Magnor som passerades kl. 03:00 på morgonen 1 augusti delades huvudstyrkan upp i ytterligare mindre grupper för att bredda angreppsfronten. Motstånd möttes först vid Matrand där svenskarna efter mindre strider erövrade området runt kyrkan. Svenskarna slog läger med främre posteringar och fältvakter så långt upp som Malmer. Kl. 05:00 skriver Gahn i en rapport till von Essen "efter nödig hvila för trouppen efter en nog sträng fatigue i morgon söka vidare närma mig KongsWinger, med den försiktighet som den lila styrkan brigaden utgör emot fiendens mångdubbla, kan medgifva."
Precis som 1808 övervägde norrmännen ett försvarsförsök vid Kongetorp, men risken för flankering var för stor och även denna gång drog man sig tillbaka till Lier. Hittills hade striderna fört till 6 skadade svenska-, och 1 död och 6 sårade norska soldater.

### Liers försvarsställningar
Förskansningarna var i stort sett de samma som i kriget 1808 men ytterligare skyttegravar och artilleripositioner hade anlagt. I allt fanns 8 artilleripjäser och 4 kompanier. Ytterligare 4 kompanin försvarade skansens östra flank från andra sidan av sjön Tarven. Bakom Liers förskansningar fanns 3 reservbataljoner varav en beriden. Åtgärder hade tagits för att underlätta norsk reträtt vid behov.

## Anfallet mot Lier skans
Den svenska styrkan lämnade Matrand kl. 07:30 den 2 augusti och efterlämnade ett kompani för att skydda den annalkande trossen. Vid ankomst till Åbogen skickade Gahn en förhandlare som framhälsade Gahns intention om att "supera på Lier samma kväll". Samtidigt hade order utgått till Norska styrkor i Høland om att gå mot Lier och Matran från väster, något Krebs hölls informerad om.
På eftermiddagen avancerade svenskarna norrut och grupperade sig för anfallet ca 2 km söder om Lier. Anfallet skulle genomföras på tre fronter, alla antågande från sydöst. Två kompanier skulle gå öst om Tarven och falla försvaret i ryggen. Ett kompani skulle angripa de västra förskansningarna och ett kompani skulle angripa den frittstående förskansen.
Det östra anfallet mötte genast motstånd och lyckades med förstärkningar driva försvararna en knapp kilometer bakåt innan det svenska angreppet bröt samman, till mestadel på grund av norsk artillerield från Lier. Det centrala anfallet från huvudvägen som understöddes av 6 artilleripjäser gjorde flera försök att inta förskansen utan att lyckas. Det västra angreppet var även det resultatlöst.
Vid niotiden på kvällen avtog striderna och svenskarna hade använt det mesta av sin ammunition. Gahn beordrade reträtt tillbaka till Malmer och Matrand. 13 döda svenskar lämnades kvar på slagfältet framför skansarna, de flesta illa tilltygade av artillerield. De begravdes i en gemensam grav tillsammans med de fallna norrmännen. De norska förlusterna var störst på den östra fronten där man inte varit förskansad.

## Den norska motoffensiven
Gahn informerades den 3 augusti om att den danske kungen förkunnat att alla fästningar skulle överlämnas till svenskarna. Krebs hade dock ingen intention om att följa den ordern och eftersom Gahn nu varskotts om de norska stryrkor som var i antågande från Høland beslöt han att retrett till svensk mark skulle ske på morgonen den 5 augusti. Krebs hade dock inhämtat information om Gahns planer från lokala bönder och lämnade Lier med hela sin styrka på kvällen den 4:e. Kapten Dons gick samtidigt med 7 kompanin på ca. 1000 man i en östlig kringmanöver för att angripa den svenska trossen vid Skotterud och där befästa en vagnborg för att anfalla Matrand söderifrån med 600 man. Krebs själv gick rakt mot Malmer och Matrand med 5 kompanin, 50 beridna jägare och halva fältartilleriet. Han skickade en mindre flankstyrka västerut som skulle anfalla Matrand från Skinpungrud.

### Anfallet på Matrand
Den svenska fältvakten vid Malmer angreps kl. 03:00 den 5: augusti. Svenskarna föll tillbaka till Pramhusvägen där nästa fältvakt befann sig. Med förstärkningar från Matrand avstannade den norska offensiven. Gahn skickade nu de icke-stridande och sårade söderut mot Sverige. Kl. 04:00 beslöt Krebs att offensiven måste fortsätt trots att varken Dons eller förstärkningarna från Høland hade setts till. Efter en timmas strider riskerade Gahn att omringas och han drog sina trupper tillbaka mot Skotterud, vilket skedde under ordnade former.

### Slaget vid Skotterud
Dons trupper hade genomfört en forcerad march genom svår terräng och man hade dessutom valt att gå ännu närmare gränsen för att helt säkert fånga den svenska trossen. När stridslarmet från Matrand hördes gick Dons uttröttade trupper, varav flera fortfarande kom insläntrande från skogen, omedelbart till anfall i trossens flank och kunde lätt övermanna det svagt försvarade vagntåget. En improviserad försvarsställning byggdes av de erövrade vagnarna och en del av styrkan skickades norrut för att anfalla Gahns huvudstyrka.
Gahn hade informerats om angreppet på trossen och skickade trupper söderut. När Dons styrkor mötte dessa gick Krebs till fullt anfall från norr och väst.
Efter ca 1,5 timmes hårda strider var svenskarna nu omringade från tre håll och flera utbrytningsförsök hade motats tillbaka av de norska styrkorna. Eftersom svenskarna började få slut på ammunition gjordes nu utfall med bajonetter där man först röjt väg med druvhagel från kanonerna. Även dessa utbrytningsförsök misslyckades.
Till slut lyckades en bataljon från Västerbottens regemente under överstelöjtnant von Knorring bryta sig genom de norska linjerna och förena sig med resterna av trossen.
Gahn och huvuddelen av den svenska styrkan gjorde nu en lyckad utbrytning tillsammans med två kanoner under artillerichefen Kuylenstjerna. Kuylenstjerna red därefter ensam tillbaka genom de norska linjerna för att försöka rädda de två kvarvarande kanonerna. Tillsammans med de sist kvarvarande svenska trupperna lyckades han få med sig en av dem. Den sista kanonen erövrades av artillerisergeant Svend Larsen som senare blev huvudarsenalförvaltare vid Akershus.
Vid 11-tiden på förmiddagen upphörde striderna. Trupperna från Høland hann aldrig fram till striderna, men var bara en halvtimme sena.
Den svenska återmarchen skedde nu i stor oordning och flera svenska soldater omkom i drunkning under beskjutning när de försökte fly över Sigernessjön. Dock kunde inte de norska trupperna förfölja svenskarna i någon större utsträcknig på grund av utmattning efter den nattliga anmarchen.
Stridigheterna vid Skotterud hade varit mycket blodiga och nästan all ammunition hade använts. Vittnen till slaget kunde berätta att man kunde se kottar flyta i blodpölar.

## Slutgiltiga förluster
Svenskarna hade totalt förlorat 17 officerare, 7 underofficerer och 313 meniga, av vilka 270 var fångar. Därutöver hade 100 hästar förlorats, varav 60 hade infångats av norrmännen.
De norska förlusterna uppges av Krebs vara 50 döda och 60 sårade, men de sårade kan ha uppgått til 90.

## Efter striderna
I flera dagar fanns det sårade soldater runt om i skogarna. De flesta var svenskar som försökt undgå fångenskap och många av dem omkom.
Den svenska krigskassan som erövrats försvann trots bevakning under mystiska omständigheter och återfanns aldrig. En stor mängd vapen, krut och annat materiell beslagtogs av norrmännen.
Efter slaget fick Gahn stora förstärkningar medan Krebs fick skicka iväg flera kompanier till andra delar av landet. I mitten av augusti uppgick den svenska styrkan i Eda till ca. 8.000 man medan Krebs styrkor hade krympt till knappa 1.500. 14 augusti slöts vapenvila vid Konventionen i Moss.